# QSAM
IBM 메인프레임 운영 체제에서 QSAM(Queued sequential access method, 대기 순차 접근 방법)은 데이터셋을 순차적으로 읽고 쓰는 접근 방식이다. QSAM은 OS/360, OS/VS2, MVS, z/OS 및 관련 운영 체제에서 이용할 수 있다.
QSAM은 천공 카드 리더, 펀치, 라인 프린터와 같은 본래부터 순차적인 장치들과, 자기 디스크와 같이 직접 어드레싱할 수 있는 장치의 데이터에 사용된다. QSAM은 장치 독립성을 제공한다: 각기 다른 장치에 최대한 동일한 API 호출이 사용된다.
QSAM의 queue는 대기 처리를 뜻하며 읽기의 차단을 막고 쓰기를 차단하는 완충 역할을 담당한다. 이를 통해 프로그램들이 물리 블록의 데이터 안에 위치한 논리 데이터를 읽고 쓸 수 있게 한다. 이는 프로그램들이 물리 블록의 데이터에 접근할 수 있지만 블록 안의 논리 데이터로의 접근을 지원하지 못하는, 덜 진보화된 BSAM(기본 순차 입출력 방식)과는 반대된다.
실제로 QSAM은 truncate된 마지막 블록과 truncate된 임베디드 블록을 관리하며, 이들은 사용자에게 완전히 투명하게 나타난다.
QSAM의 API는 유닉스와 윈도우와 같은 다른 운영 체제의 open, read, write, close 호출에서 제공하는 인터페이스와 견줄 수 있다.

## 같이 보기
- 순차 접근 메모리(SAM)
- HSAM
- ISAM(색인 순차 접근 방식)